# Mëša
La Mëša (in russo Мёша?; in tataro Мишә) è un fiume della Russia europea orientale, affluente di destra del fiume Kama (bacino idrografico del Volga), sfocia nel bacino idrico di Samara. Scorre nei rajon Laiševskij, Pestrečinskij, Tjuljačinskij, Sabinskij e Kukmorskij del Tatarstan.
Il fiume nasce 2 km a nord del villaggio di Šepšenar, scorre lungo una pianura collinare, solcata dalle valli di numerosi affluenti. La larghezza del fiume varia da 30 m, nella parte superiore, sino a 3-4 km. Il letto del fiume è tortuoso. Le sponde del fiume sono alte, da 2 a 10 m, ripide, a volte scoscese. Dopo il villaggio di Pestrecy, scorre nel territorio del distretto urbano di Kazan'. Sfocia nella Kama (bacino di Samara) vicino al villaggio di Karaduli. Ha una lunghezza di 204 km, il suo bacino è di 4 180 km².